# Wilpermolen
De Wilpermolen of Lathmerse molen is een ronde stenen stellingmolen te Posterenk in de gemeente Voorst in de Nederlandse provincie Gelderland. Het is een van de grootste en oudste stellingmolens van Oost-Nederland. Van de grond tot de askop is de hoogte ongeveer 18 meter. De hoogte van de stelling is 6,60 m.

## Geschiedenis
De molen werd in 1736 gebouwd als koren- en pelmolen, op grond van Wilhem Harmen van Broekhuysen, ambtsjonker in Voorst en burgemeester van Harderwijk. Dit gebeurde na het afbranden van de standerdmolen De Ploegh in 1725, die vermoedelijk een kilometer ten oosten van de huidige molen stond. De jonker bezat naast de molen ook onder andere havezate De Lathmer, en de huizen Wilp en Leeuwenberg. Hij was gehuwd met Mechteld Jacomina van Lynden. Boven de stelling bevindt zich in de romp van de molen nog altijd het alliantiewapen van beide echtelieden.

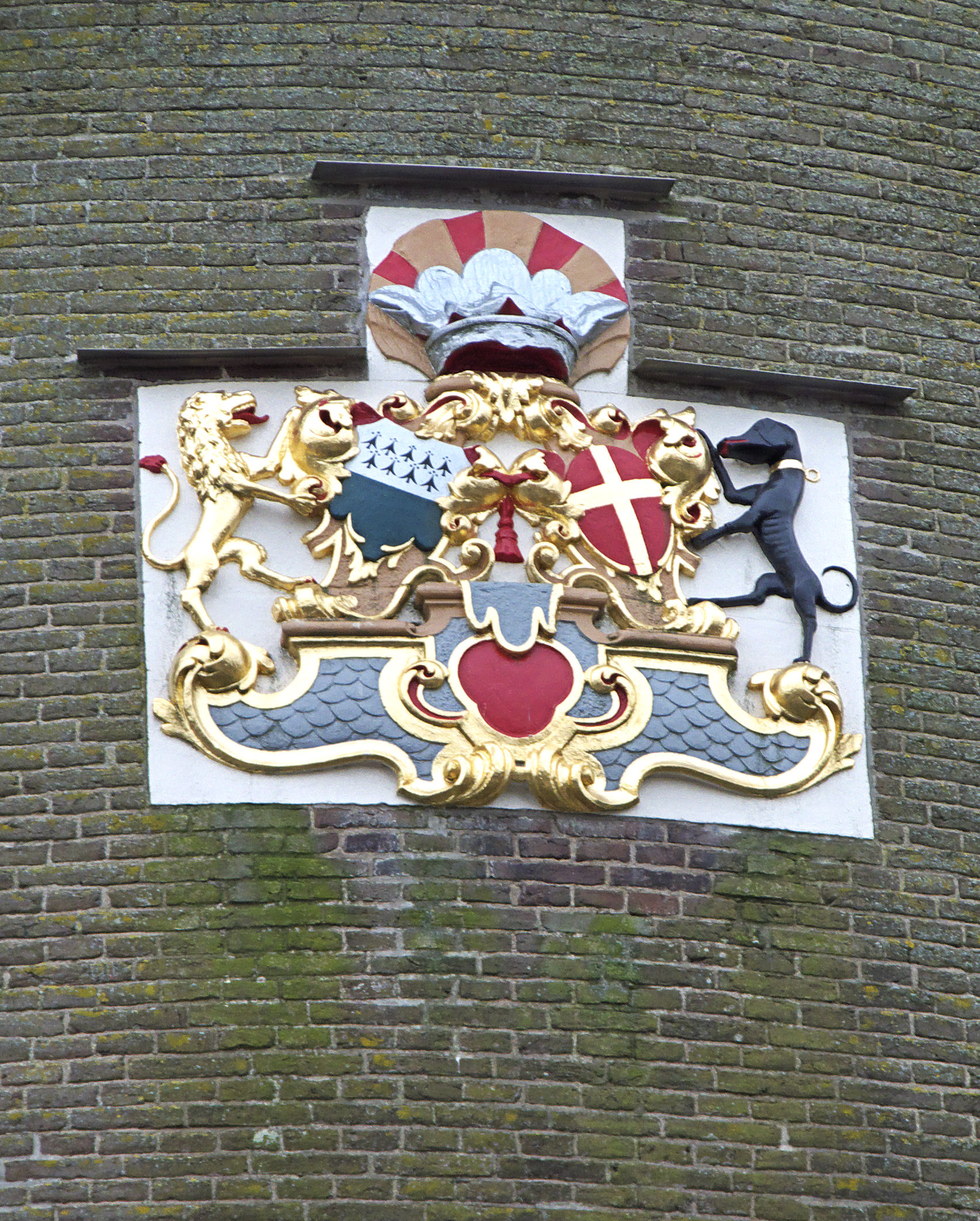
Alliantiewapen

Omstreeks 1760 is de molen uitgebrand en heeft vervolgens jarenlang als ruïne gestaan, dit vanwege geldproblemen waarin Van Broeckhuizen inmiddels was beland. In 1766 kocht de Brummense baron Lubbert Jan van Eck de havezate De Lathmer, huis de Leeuwenberg, diverse boerderijen, landerijen en de uitgebrande molen aan. Enige maanden na de aankoop overleed Van Eck echter, waarna zijn vier broers en zussen de molen in bezit kregen. Eind 1769 verkochten zij hun bezittingen aan Robert Jasper van der Capellen, waarbij aannemelijk is dat zij daarvoor de molen herstelden.
De huidige molen moet zodoende tussen 1766 en 1769 zijn herbouwd. Bij de herbouw is gebruik gemaakt van de jaarstenen uit de uitgebrande molen, want boven beide ingangen zit een sluitsteen met het inschrift ‘ANNO 1736’. In 1821 werd de molen afgesplitst van het landgoed de Lathmer rondom Wilp en kwam in handen van bakker G.J. Belt.
Een aantal jaren voor het uitbreken van de Tweede Wereldoorlog werd alleen nog elektrisch gemalen. Maar door de economische crisis van de jaren 30 en de schaarste aan brandstof en elektriciteit die daarmee gepaard ging, kwam de molen in 1936 of 1937 opnieuw in gebruik op windkracht. Molenmaker Gerrit Jan ten Have stak een ijzeren bovenas (voor die tijd had de molen altijd een houten exemplaar gehad), verving het Oud-Hollandse gevlucht door wieken met busselneuzen en bracht op de binnenroede een grote zwichtklep aan. Deze vorm van de wieken werd later naar hem vernoemd: het Ten Have systeem. Ondanks de aanwezigheid van dit systeem is de bovenas niet doorboord: vermoedelijk is dit destijds mislukt. Zodoende wordt voor de bediening van de Ten Have kleppen gebruik gemaakt van een zogenoemde 'zwichtring', die achter de askop zit.
Tijdens de bevrijding van de Posterenk, begin april 1945, liep de molen door beschietingen aanzienlijke schade op. De naastgelegen molenaarswoning brandde hierbij volledig af. De molen werd door de Canadezen zwaar onder vuur genomen, omdat de Duitsers er een seinpost hadden ingericht. Aan de bevrijding herinnert nog altijd een gedenksteen in de molenromp: 'Posterenk bevrijd door de C.Y.R. Canadezen, 13 april 1945'.
De molen had oorspronkelijk vier koppels maalstenen, elk voor het apart malen van veevoer, tarwe, rogge en boekweit. De tarwestenen waren gekoppeld aan een buil en zijn gedurende de oorlogsjaren nog intensief gebruikt. Omstreeks 1960 zijn de tarwestenen en buil uit de molen gesloopt vanwege ruimtegebrek. Overigens is dit niet de oorspronkelijke indeling geweest: het nog aanwezige spoorwiel op de luizolder heeft van origine op de steenzolder gelegen. Later is een veel groter spoorwiel geplaatst om de vier koppels aan te drijven. Het oude spoorwiel is toen vermoedelijk op de luizolder geplaatst en dreef iets aan met een overbrenging van circa 1:10. Mogelijk is dit een pelsteen geweest, die als graanpoetsinrichting werd gebruikt. Dit spoorwiel fungeert tevens als luitafel, die een sleepluiwerk aan kan drijven.
Ondanks de opkomst van de mengvoederindustrie en verbeterde technologie in de landbouw bleef de molen nog tot 1975 in bedrijf. De komst van het recreatiegebied Bussloo, waar vroeger altijd het meeste graan vandaan kwam, betekende het einde van het professionele molenbedrijf. In hetzelfde jaar is de molen gerestaureerd en ingericht als korenmolen met twee koppels 16der (140 cm doorsnede) kunststenen: één aangedreven door de wind en één elektrisch aangedreven koppel.
Vanwege de hoge onderhoudskosten verkocht de laatste beroepsmolenaar de molen in 1985 aan de gemeente Voorst voor 10.000 gulden. In hetzelfde jaar werd in de Posterenk de Stichting Behoud Wilpermolen opgericht, die de nieuwe eigenaar werd en de molen beheert en exploiteert. In 1991 onderging de molen opnieuw een grote restauratie, waarbij ook de kap en de wieken werden vernieuwd. Sindsdien draait de molen weer regelmatig en wordt op vrijwillige basis graan voor veevoer gemalen.

## Constructie
- Romp: ronde stenen molen
- Vlucht: 23 m. De in 1991 gemaakte, gelaste roeden zijn van de firma Groot Wesseldijk. De buitenroede met nummer 37 heeft een Oudhollands hekwerk met Busselneuzen en de binnenroede met nummer 38 Ten Have-kleppen en Busselneuzen.
- Inrichting: twee koppels maalstenen, één op windkracht, één elektrisch aangedreven.
- De Ten Have-kleppen worden bediend met een zwichtring. Ze zijn 88 cm breed en de klepassen zitten 41 cm van de roe af. De excentriciteit is dus 53,4.
- De in 1869 gegoten gietijzeren bovenas met nummer 610 is van de firma De Prins van Oranje te 's Hage en heeft een lengte van 5,55 m.
- Het kruiwerk waarmee de wieken op de wind worden gezet is een Engels kruiwerk, dat met een kruiwiel wordt gekruid.
- De molen wordt gevangen (geremd) met een vaste, Vlaamse blokvang, die wordt bediend met een wipstok. De vang heeft vijf vangstukken.
- Het luiwerk is een sleepluiwerk.
- Bijzonderheden: boven de stelling bevindt zich in de romp van de molen het alliantiewapen van Willem Harmen van Broekhuysen en Mechteld Jacomina van Lynden

### Overbrengingen windgedreven maalkoppel
- De overbrengingsverhouding is 1 : 7.
- Het bovenwiel heeft 59 kammen en de bonkelaar heeft 30 kammen. De koningsspil draait hierdoor 1,97 keer sneller dan de bovenas. De steek, de afstand tussen de kammen, is 13,5 cm.
- Het spoorwiel heeft 128 kammen en het steenrondsel 36 staven. Het steenrondsel draait hierdoor 3,55 keer sneller dan de koningsspil en 7 keer sneller dan de bovenas. De steek is 9 cm.

## Fotogalerij

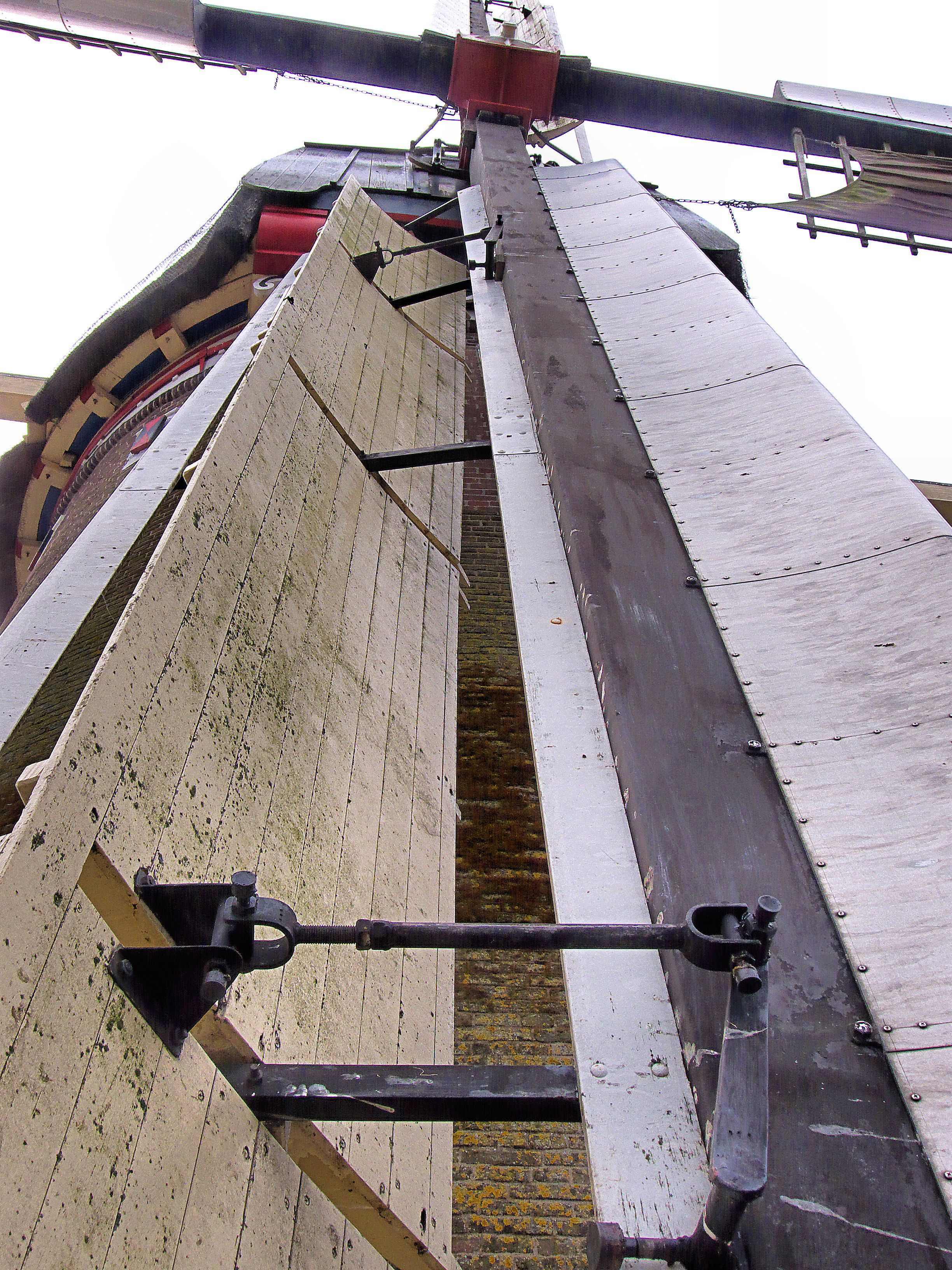
Ten Have klep en Busselneus
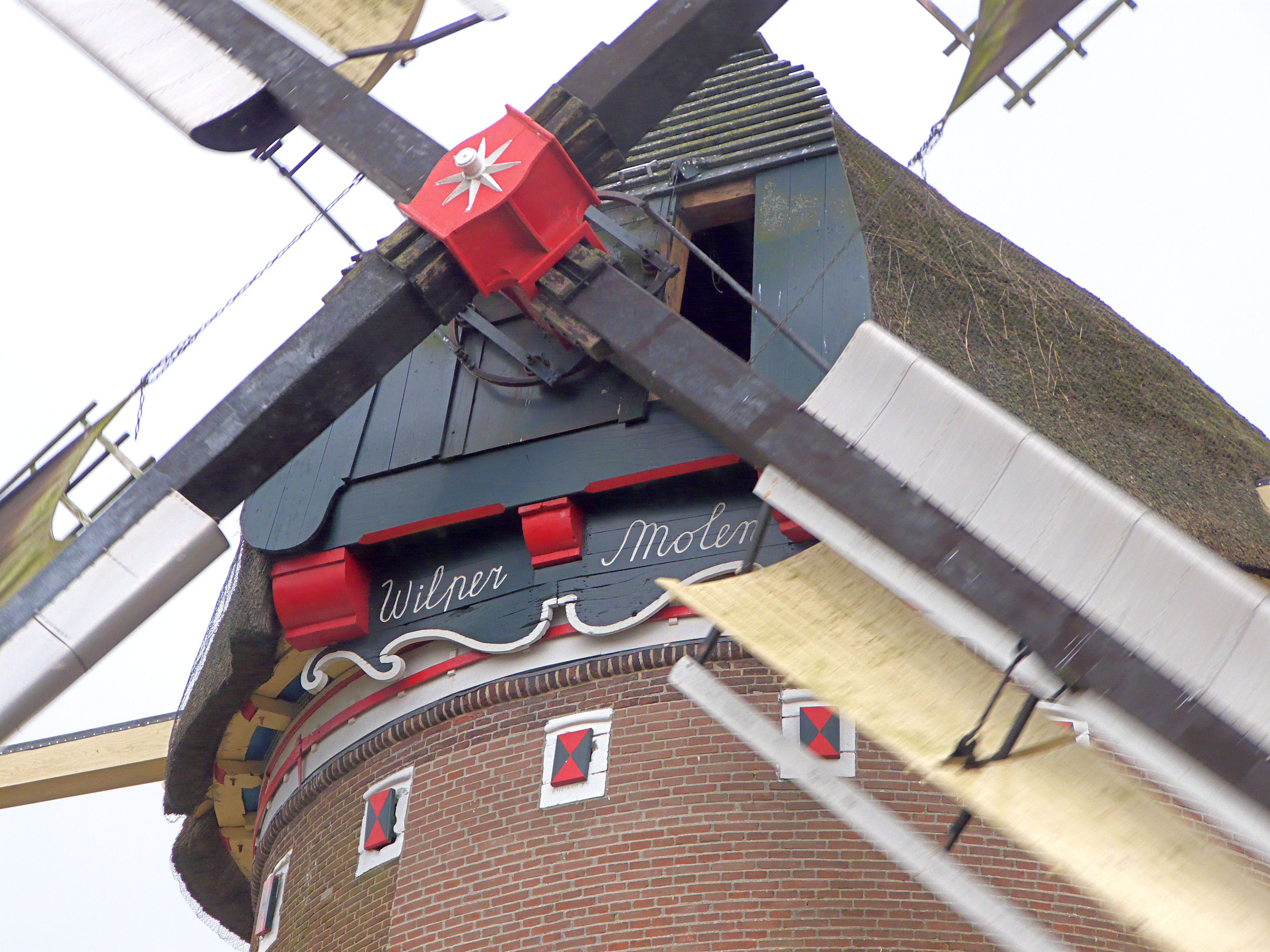
Zwichtring
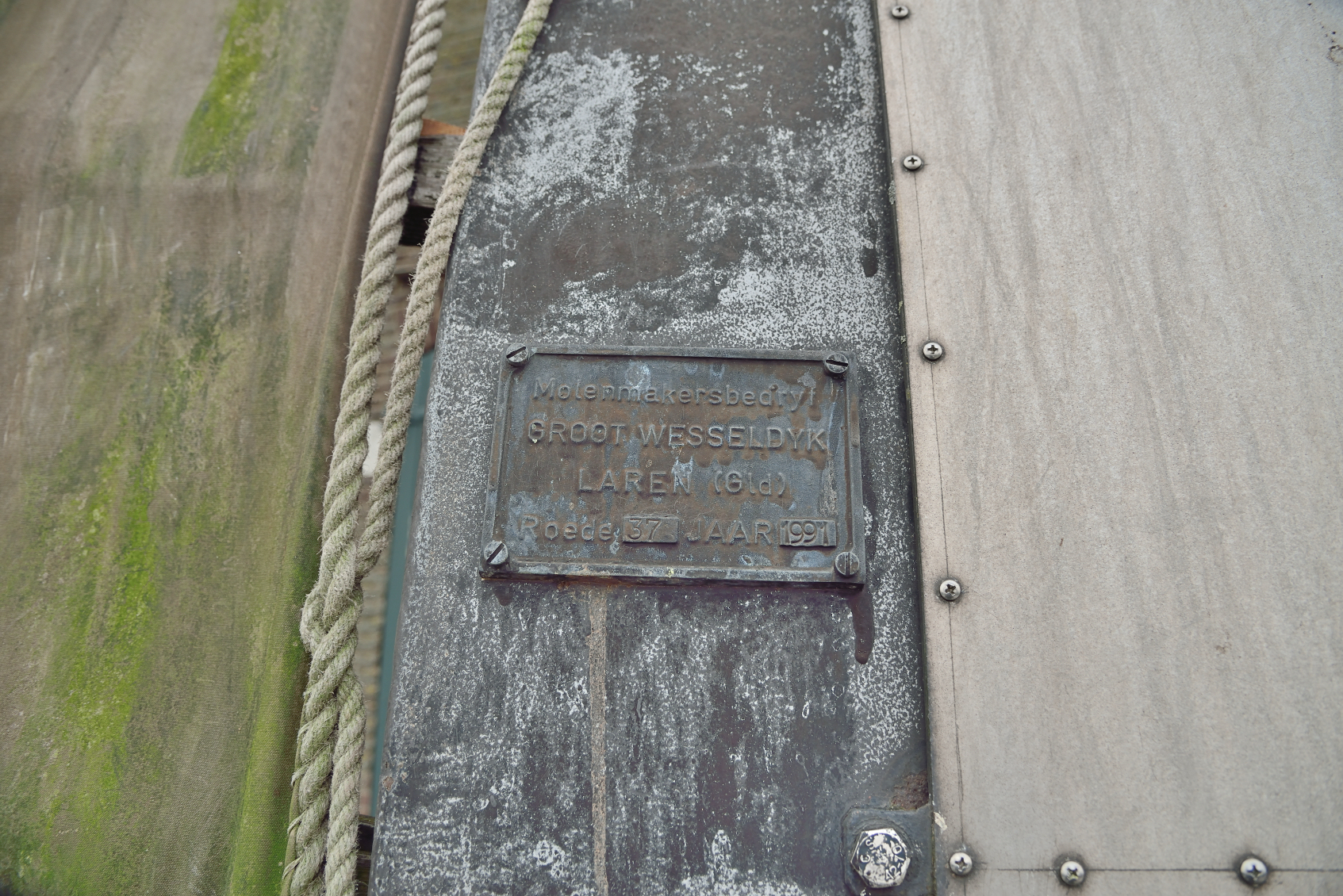
Roeplaatje
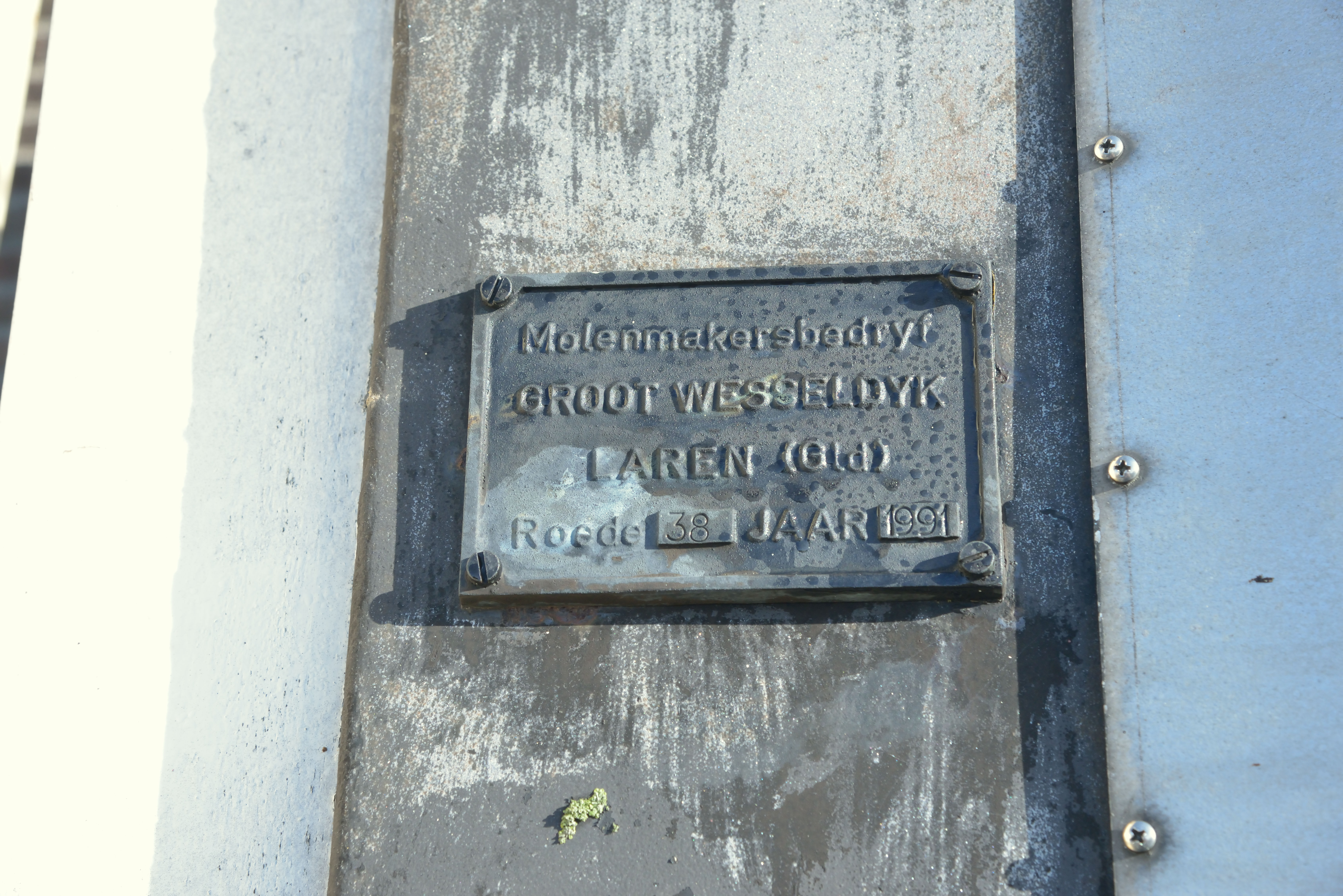
Roeplaatje
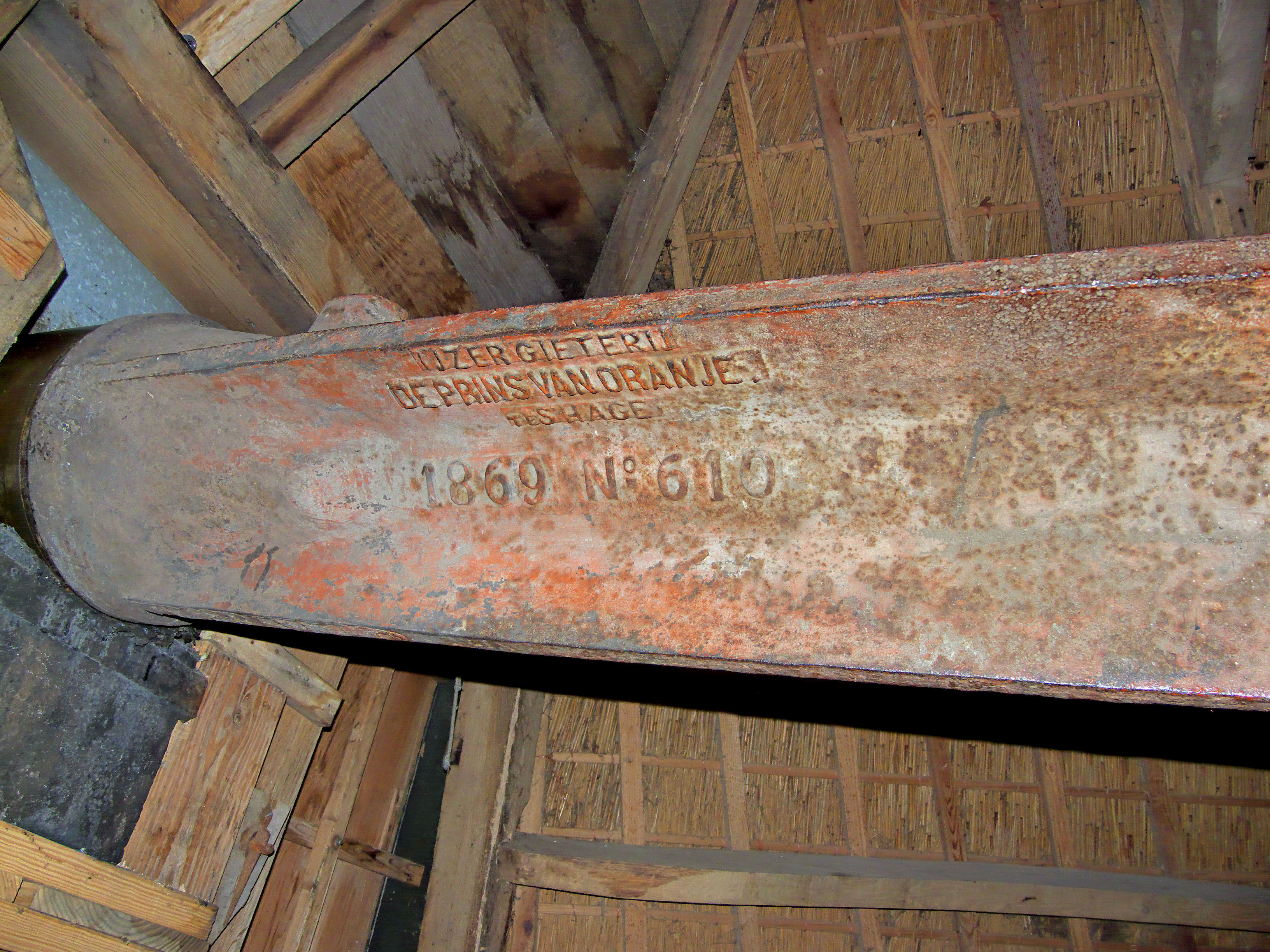
Bovenas
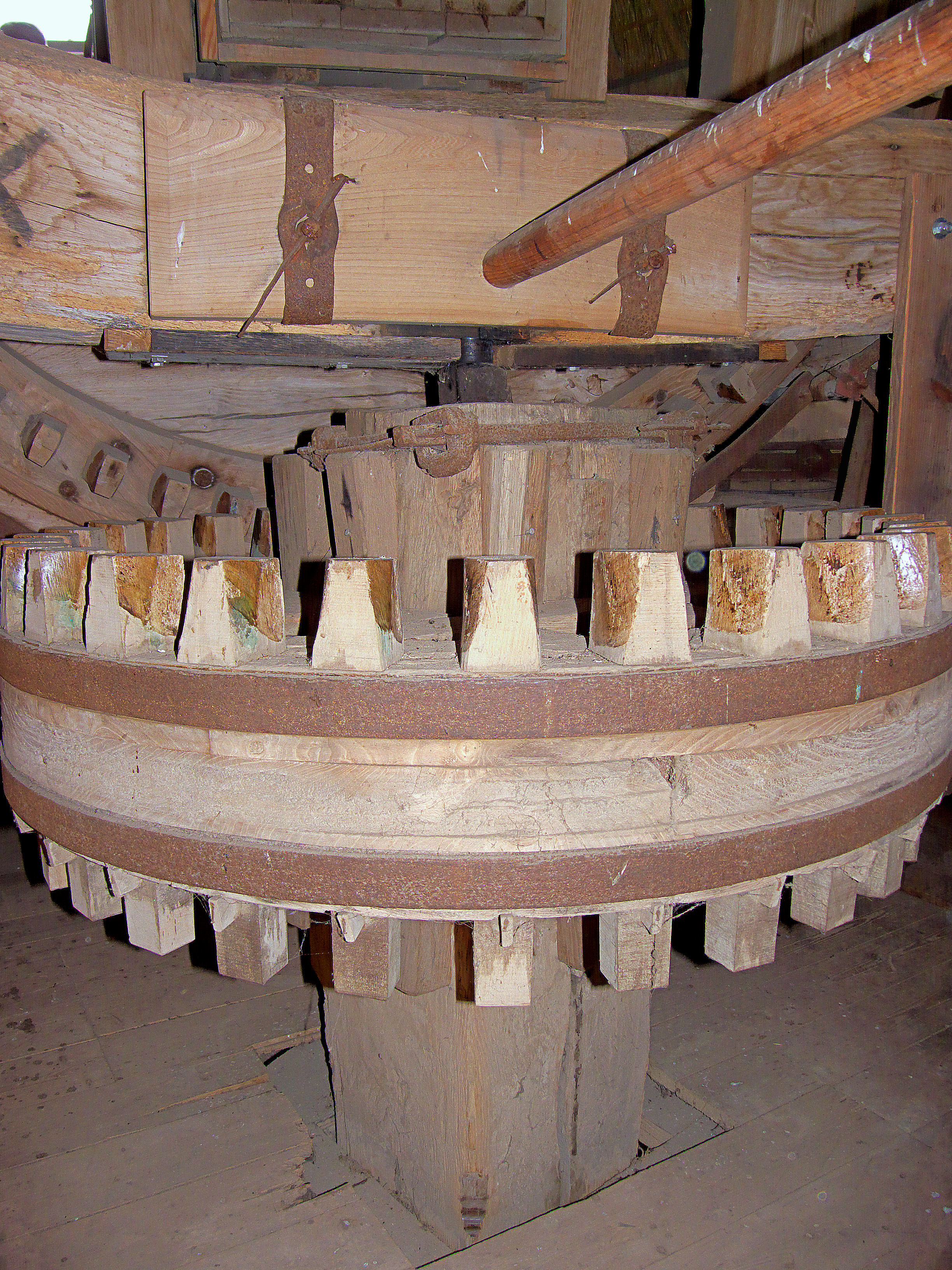
Bonkelaar
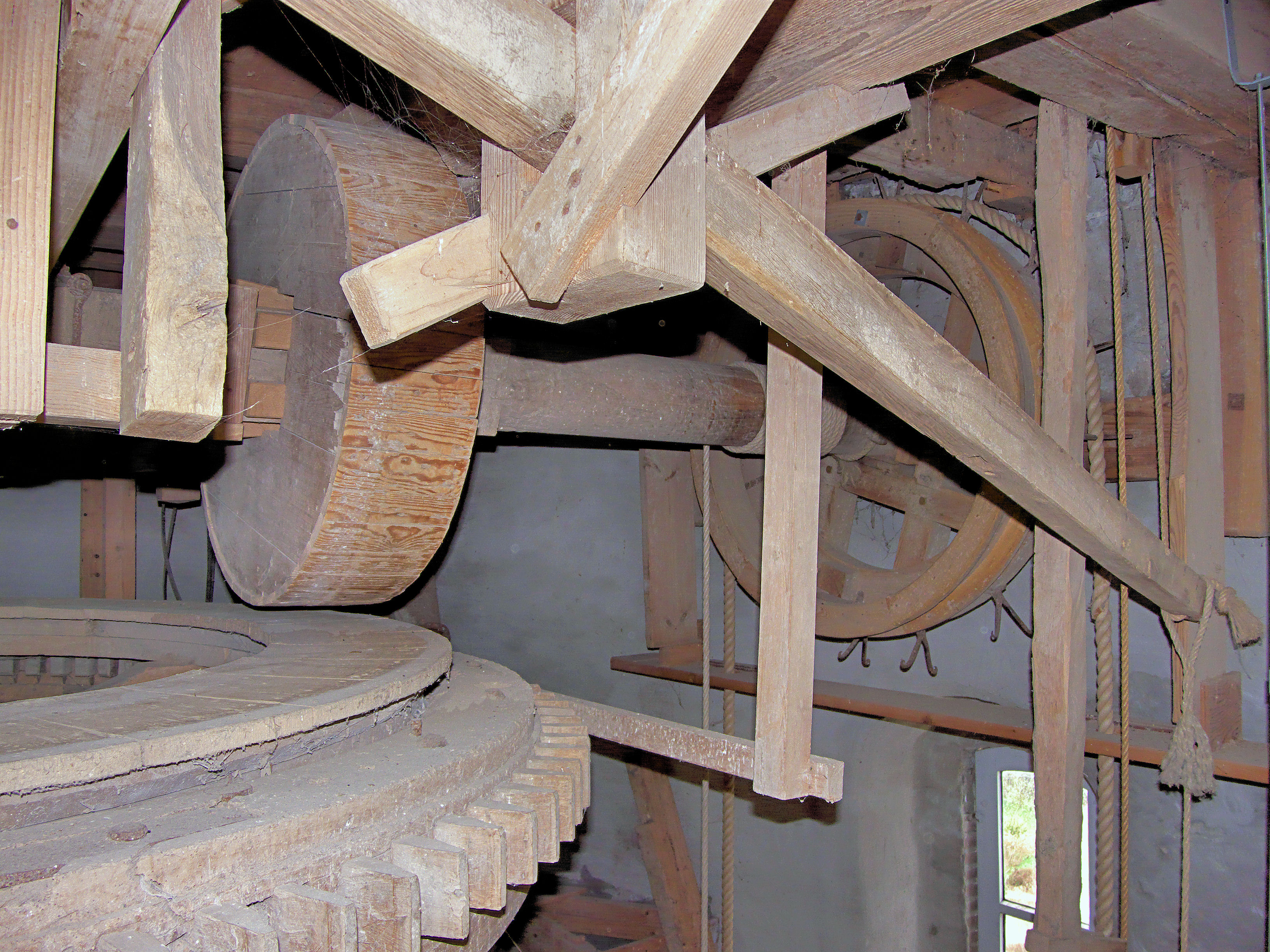
Luiwerk
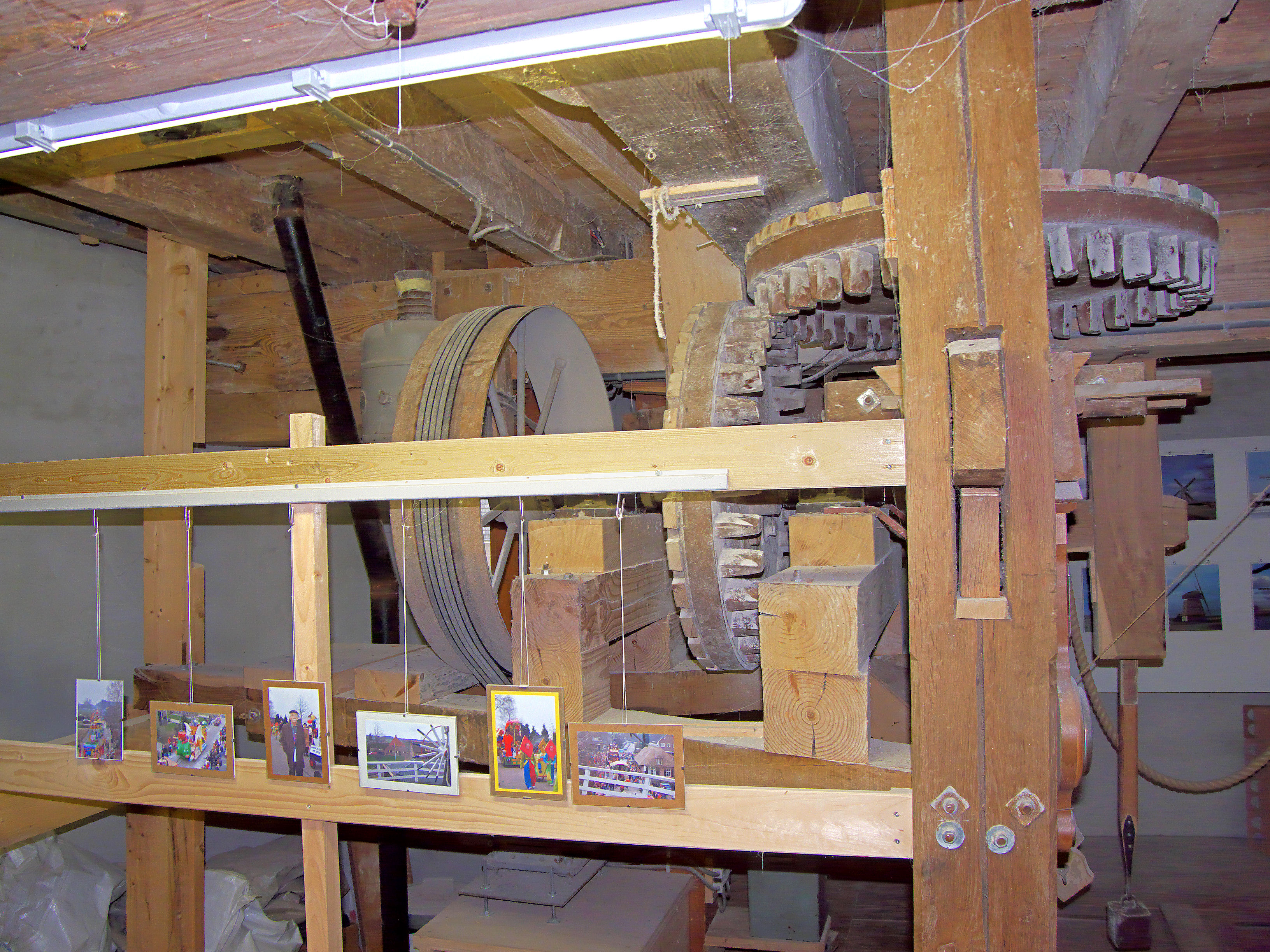
Elektrische aandrijving maalkoppel
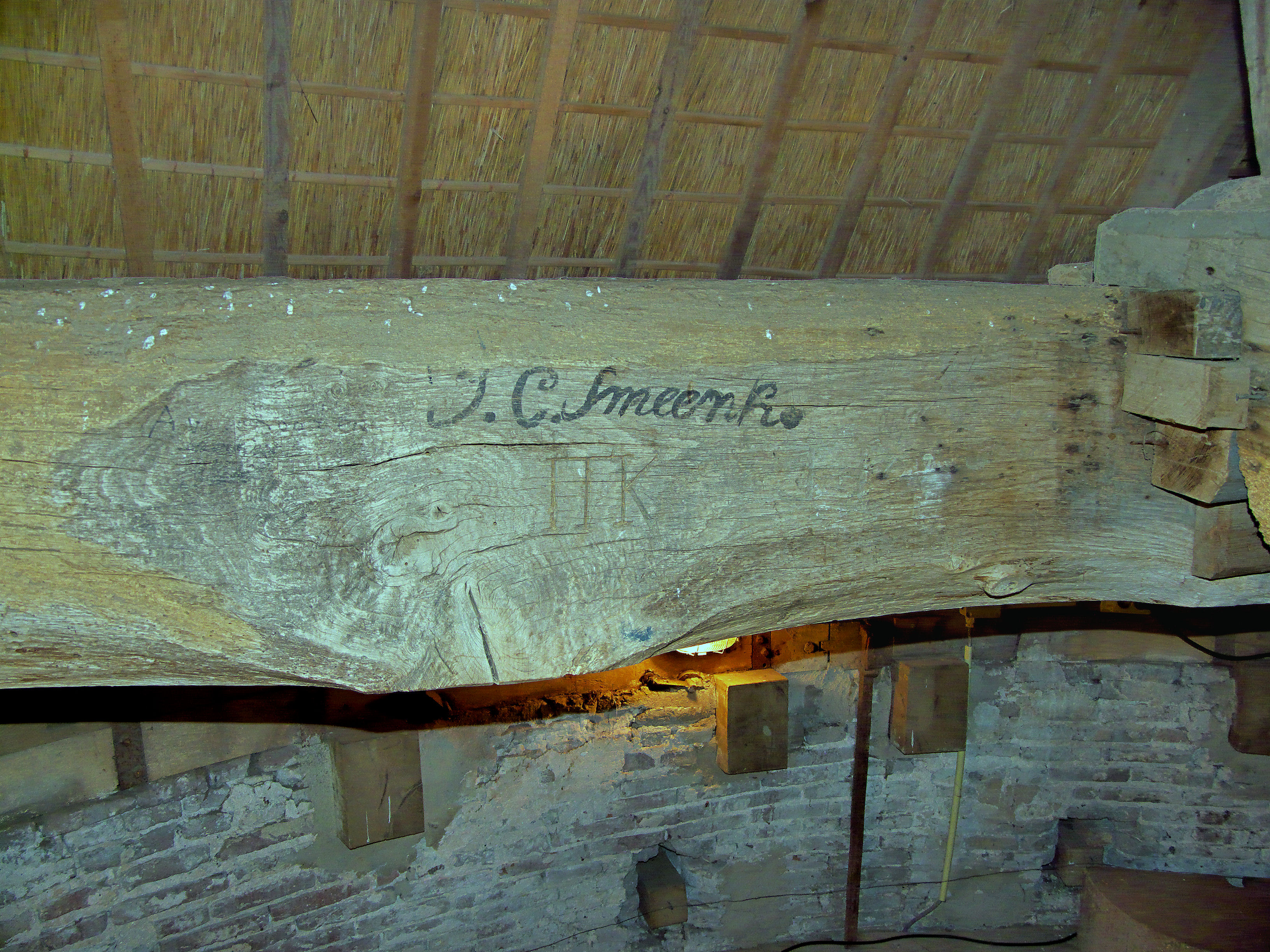
Opschrift linker voeghout

## Bron
- J.H. Hermsen (1986?), De historie van de Wilpermolen, Stichting Behoud de Wilpermolen